# Gonarcus
Gonarcus – element narządów genitalnych u samców sieciarek, wielbłądek i wielkoskrzydłych.
Gonarcus definiowany jest jako przekształcony jedenasty gonokoksyt lub dziewiąty koksopodit. Ma postać łukowatej struktury położonej poniżej segmentu analnego, a powyżej edeagusa.
Gonarcus wchodzi u mrówkolwowatych w skład zespołu kopulacyjnego (ang. copulative complex) i podzespołu edagusa (aedeagal subcomplex). U Myrmecaerulus trigrammus i Creoleon plumbeus służy za punkt przyczepu silnych mięśni – mięśni g-p. Są one odpowiedzialne za poruszanie paramerami w kierunku gonarcusa. U C. plumbeus za ruch gonarcusa odpowiedzialne są: para protraktorów e-g i retraktorów (wciągaczy) g-t. U M. trigrammus protraktory są te same, natomiast za retrakcję odpowiadają mięśnie g-s. W ruchach gonarcusa biorą udział także mięśnie e-a, jednak ich główna funkcja jest inna.